# 艾德里安·加西亞
艾德里安·阿隆索·加西亞·索巴尔佐（西班牙語：Adrián Alonso García Sobarzo，1978年5月25日—），智利男子職業網球運動員。

## 外部連結
- 艾德里安·加西亞（英文/西班牙文）的官方資料
- 艾德里安·加西亞的國際網球總會 職業／青少年 官方資料（英文）
- 艾德里安·加西亞的官方資料（英文）